# Sollentuna härad

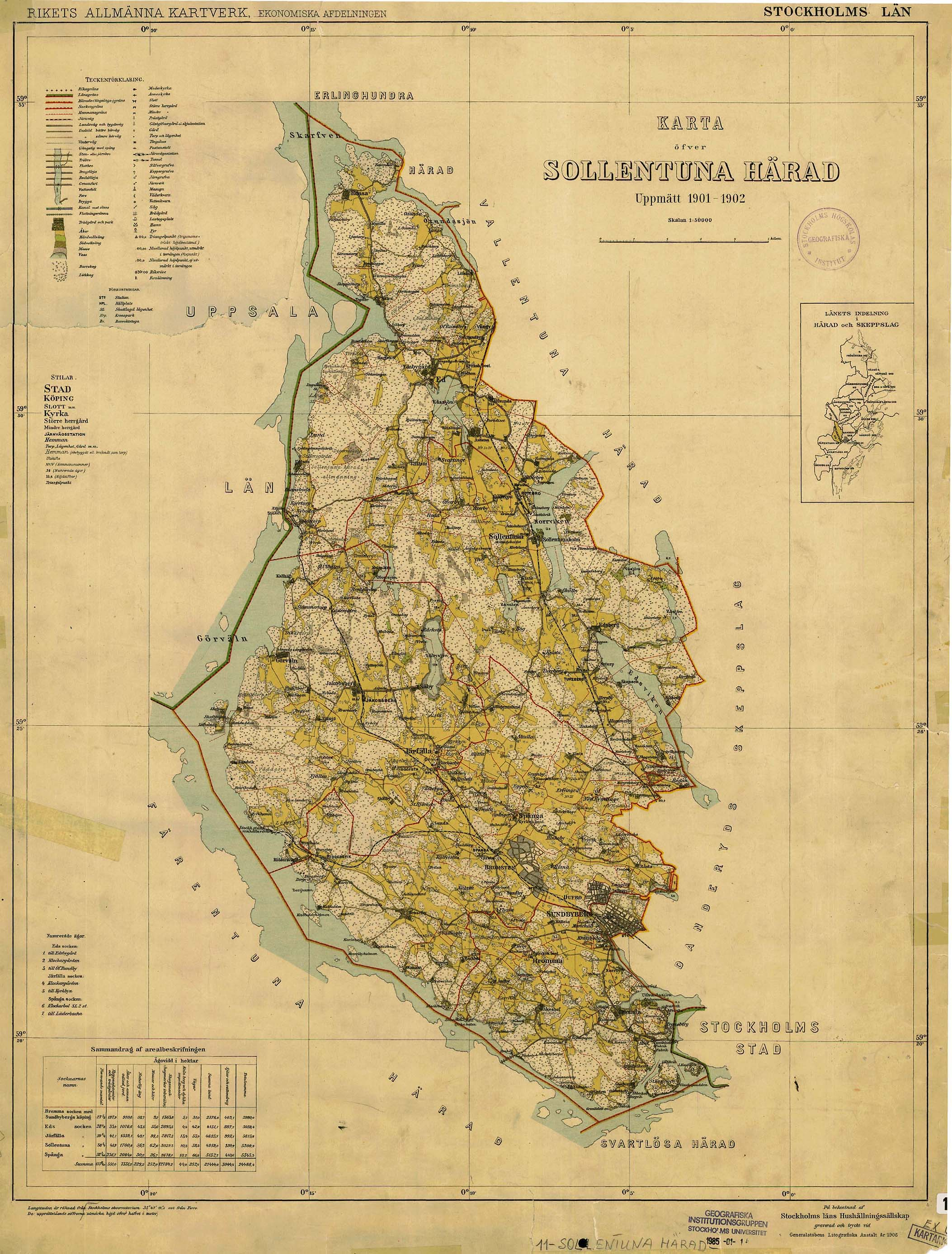
Häradet år 1901

Sollentuna härad var ett härad i sydvästra Uppland. Häradet omfattade nuvarande Järfälla, Sollentuna och Sundbybergs kommuner samt delar av Upplands Väsby kommun och Stockholms stad. Samtliga är idag en del av Stockholms län. 
Den totala arealen uppgick till drygt 197 km² och befolkningen mätte år 1916 20 727 invånare.
Tingsställe var till 1906 Barkarby, därefter Haga tingshus.

## Namnet
Häradsnamnet är taget från socknen med samma namn som 1257 skrevs Soland och 1287 de Solendatunum. Det anses betyda "sollandsbornas tuna". I Sol(l)and ingår sol och land, det senare för "bygd". Tuna är identiskt med tun som betyder "stängsel" eller "inhägnad". Ordet motsvarar tyska Zaun, "gärdsgård" och engelska town, "stad". Vad detta betyder i ortnamn är omdiskuterat, några förslag är "inhägnad plats", "handelsplats" eller "befäst plats".

## Socknar
Sollentuna härad omfattade fem socknar.
I Stockholms kommun
- Bromma uppgick 1916 i Stockholms stad
- Spånga uppgick 1949 i Stockholms stad

I Upplands-Väsby och Järfälla kommuner
- Ed en del utbröts 1952 till nuvarande Järfälla kommun

I Järfälla kommun
- Järfälla

I Sollentuna kommun
- Sollentuna

## Geografi
Sollentuna härad var beläget på Brommalandet, mellan Ulvsundasjön, Görväln och Edsviken, direkt väster om Stockholm. Dess östliga utposter låg i nuvarande centrala Stockholm då till exempel Essingeöarna tillhörde häradet. Landskapet kännetecknades av Mälardalens typiska sprickdalslandskap, med bördiga lerjordsdalgångar och svallade moränhöjder, och såväl Norrviken som Edsviken är exempel på så kallade  sprickdalssjöar. Häradet genomkorsades av Stockholmsåsen, vilken också fungerade som vattendelare mellan Mälaren och Östersjön. Naturen är fortfarande påtaglig i häradsområdet då detta alltjämt omsluter det stora Järvafältet varifrån Bällstaån rinner ner till Bällstaviken. Sollentuna härad begränsades av mälarfjärdarna Näsfjärden och Lövstafjärden i söder med Färentuna härad tvärs över vattnet, av Bro härad i väster, Ärlinghundra härad i norr, Vallentuna härad och Danderyds skeppslag i öster, samt Stockholms stad och Svartlösa härad i sydost.
Häradet hade tre köpingar -  Sollentuna köping, Sundbybergs köping och Hässelby villastads köping - och en rad municipalsamhällen. Merparten av häradet ingår idag i tätorten Stockholm, men den största orten i övrigt är Upplands Väsby och Sollentuna.
I Rotebro (Sollentuna socken) fanns det förr ett gästgiveri.

### Slott och herrgårdar
Häradet präglades av många stora jordegendomar och sätesgårdar.
Sollentuna socken: Edsbergs slott, Sollentunaholms herrgård, Viby gård (säteri) och Rotsunda herrgård.
Järfälla socken: Görvälns slott, Jakobsbergs säteri, Molnsättra gård, Kallhälls gård (säteri), Säby gård (säteri), Viksjö gård (säteri), Skälby gård (säteri), Veddesta gård och Lövsta säteri.
Spånga socken: Hässelby slott, Riddersviks herrgård, Bromstens herrgård Hägerstalunds gård, Råcksta gård, Hästa gård och Kista gård.
Bromma socken: Ulvsunda slott, Åkeshovs slott, Stora Ängby (säteri), Ålstens gård och Smedslättens gård.
Eds socken: Bisslinge herrgård, Runsa slott, Edsby slott, Antuna gård och Älvsunda herrgård.

## Historia
Sollentuna härad var en del av det medeltida uppländska folklandet Attundaland. Namnet, som under 1300-talet skrevs som Sollendahundæri, bär likheter med framförallt närbelägna Vallentuna härad där -enda-delen i namnet helt enkelt avser lokaliteten vid änden på en sjö. Sollentuna kyrka ligger förvisso vid sjön Norrviken, men det är också möjligt att Sollenda är en omskrivning av ett betydligt äldre ord, kanske med betydelsen träsk eller sumpmark, i syfte att efterlikna grannhäradets namn. Häradets tingsplats låg ursprungligen vid Granby i Spånga socken, för att från slutet av 1600-talet flytta till Barkarby, och från början av 1900-talet slutligen hamna i Rotebro. Vid näset mellan Norrviken och Edsviken korsades transportleder mot Bergslagen, Uppsala samt Roslagen med sjöleder och här låg tidigt en marknadsplats och en vikingatida hamn. 
Under 1100-talet uppfördes kyrkorna i Sollentuna, Järfälla, Spånga och Bromma kring vilka häradet skulle komma att växa från ensamgårdar till en mängd mindre byar. Majoriteten av befolkningen ägnade sig också åt jordbruk till långt inpå slutet av 1800-talet. Med järnvägarnas (Mälarbanan och Norra stambanan) tillkomst på slutet av 1800-talet växte en rad stationssamhällen fram inom häradet, vilka idag utgör förstäder och -orter till Stockholm till exempel Sundbyberg, Bromsten, Jakobsberg, Tureberg, Rotebro och Upplands Väsby. Närheten till huvudstaden har alltid varit påtaglig och under 1900-talets första hälft kom delar av häradet att inkorporeras i Stockholms stad, Bromma socken 1916 och Spånga socken 1949.

## Län, fögderier, domsagor, tingslag och tingsrätter
Häradet har sedan 1715 hört till Stockholms län, innan dess Upplands län (1634-1639, 1648-1651, 1654-1714) och i perioderna däremellan till Stockholms län.  Församlingarna i häradet tillhör(de) alla före 1 juli 1942 Uppsala stift, därefter till Stockholms stift. 
Häradets socknar hörde till följande fögderier:
- 1720-1852 Sollentuna, Vallentuna, Danderyds fögderi
- 1853-1881 Sollentuna, Vallentuna, Färentuna och Danderyds fögderi
- 1882-1885 Färentuna och Sollentuna fögderi
- 1886-1966 Svartsjö fögderi, till 1945 för Spånga socken, till 1948 för Järfälla socken
- 1946-1948 Spånga fögderi för Spånga socken
- 1949-1966 Sundbybergs fögderi för Järfälla socken
- 1967-1990 Sollentuna fögderi
- 1967-1990 Jakobsbergs fögderi för Järfälla socken

Häradets socknar tillhörde följande domsagor, tingslag och tingsrätter:
- 1680-1906 Sollentuna tingslag i 
  - 1680 Danderyds, Värmdö, Sollentuna, Sotholms, Svartlösa och Öknebo häraders domsaga
  - 1681-1689 Danderyds, Sollentuna, Sotholm, Svartlösa, Öknebo, Vallentuna, och Seminghundra härad/skeppslag domsaga
  - 1689-1714 Danderyds, Värmdö, Sollentuna, Ärlinghundra, Bro, Håbo och Åkers häraders domsaga
  - 1715-1718 Danderyds, Långhundra, Seminghundra, Vallentuna, Ärlinghundra, Åkers, Värmdö och Sollentuna härad/skeppslag domsaga
  - 1719-1770 Danderyds, Långhundra, Seminghundra, Vallentuna, Ärlinghundra, Åkers, Värmdö, Sollentuna och Färentuna häraders/skeppslags domsaga
  - 1771-1843 Danderyds, Värmdö, Sollentuna, Vallentuna och Åkers häraders domsaga
  - 1844-1906 Danderyds, Värmdö, Sollentuna, Färentuna och Åkers häraders domsaga, från 1870 benämnt Södra Roslags domsaga
- 1907-1915 Södra Roslags domsagas tingslag i Södra Roslags domsaga
- 1916-1970 Sollentuna och Färentuna domsagas tingslag i Sollentuna och Färentuna domsaga (enbart till 1952 för (del av) Eds

- 1971-1976 Stockholms läns västra tingsrätt och dess domsaga för Järfälla kommun
- 1971-1976 Sollentuna och Färentuna tingsrätt och dess domsaga för alla delar utom Järfälla kommun
- 1977-2007 Sollentuna tingsrätt och dess domsaga för Sollentuna och Upplands Väsby kommuner och från 2000 för Järfälla kommun
- 1977-2000 Jakobsbergs tingsrätt och dess domsaga för Järfälla kommun
- 2007- Attunda tingsrätt och dess domsaga

Delarna som överfördes till Stockholms stad hörde därefter till Stockholms rådhusrätts domkrets till 1971 och sedan till 2007 till Stockholms tingsrätts domsaga och från 2007 till Solna tingsrätts domsaga.